# Du Commerce
Du Commerce was een pand op de kruising van de Stationslaan en de Koninginnelaan in 's-Hertogenbosch. In het pand was een hotel gevestigd, waardoor het pand ook bekendstaat onder de naam Hotel Du Commerce.
Du Commerce werd rond 1900 gebouwd, bij de bouw van de woonwijk Het Zand. Het pand kreeg de naam Du Commerce, als knipoog naar de handelsstad die 's-Hertogenbosch op dat moment al was. Het hotel is op 27 oktober 1944 bij de bevrijding van 's-Hertogenbosch door de Duitsers vernield. Het hotel is daarna nooit meer herbouwd.
Bij de bouw van de wijken West I en West II werd er bij het Station 's-Hertogenbosch een spoortunnel aangelegd. Deze tunnel ligt op de plek waar Du Commerce heeft gestaan.